# Hoa hậu Trái Đất 2015
Hoa hậu Trái Đất 2015 là cuộc thi Hoa hậu Trái Đất lần thứ 15, được tổ chức vào ngày 5 tháng 12 năm 2015 tại Trung tâm tổ chức sự kiện Marx Halle ở thủ đô Viên của Áo. Đây là lần đầu tiên cuộc thi được tổ chức ở châu Âu và là lần thứ hai cuộc thi Hoa hậu Trái Đất không tổ chức ở Philippines. Trong đêm chung kết, Hoa hậu Trái Đất 2014 Jamie Herrell đã trao vương miện cho người đồng hương của mình, cô Angelia Ong – Hoa hậu Trái Đất Philippines 2015.
Chiến thắng của người đẹp này đã tạo nên lịch sử cho cuộc thi Hoa hậu Trái Đất khi có một quốc gia lập cú "back-to-back" đăng quang hai năm liên tiếp. Cuộc thi năm nay quy tụ 86 thí sinh đến từ khắp các quốc gia và vùng lãnh thổ trên thế giới. Chủ đề của cuộc thi năm nay là "Thúc đẩy nhận thức về biến đổi khí hậu thông qua chiến dịch: Suy nghĩ lại (Re-think), Giảm (Reduce), Tái sử dụng (Re-use), Tái chế  (Recycle) và Tôn trọng (Respect)". Bắt đầu từ năm nay, phía sau các dải băng của các thí sinh sẽ đính kèm ngẫu nhiên một trong 5 từ này.

## Xếp hạng

### Kết quả chung cuộc
| Kết quả cuối cùng           | Thí sinh |
| --------------------------- | --- |
| Hoa hậu Trái Đất 2015       | - Philippines – Angelia Ong |
| Hoa hậu Không khí (Á hậu 1) | - Úc – Dayanna Grageda |
| Hoa hậu Nước (Á hậu 2)      | - Hoa Kỳ – Brittany Ann Payne |
| Hoa hậu Lửa (Á hậu 3)       | - Brazil – Thiessa Sickert |
| Top 8                       | - Áo – Sophie Totzauer - Chile – Natividad Leiva - Colombia – Estefania Muñoz - Venezuela – Andrea Rosales |
| Top 16                      | - Cộng hòa Séc – Karolína Mališová - Pháp – Alyssa Wurtz - Guam – Skye Celine Baker - Hungary – Dorina Lepp - Mauritius – Katia Moochooram - Mông Cổ – Bayartsetseg Altangerel - Scotland – Amy Meisak - Ukraine – Viktoria Orel |

### Bảng huy chương
| Xếp hạng | Quốc gia/Vùng lãnh thổ | Vàng | Bạc | Đồng | Tổng |
| -------- | ---------------------- | ---- | --- | ---- | ---- |
| 1        | Panama                 | 3    | 1   | 0    | 4    |
| 2        | Guatemala              | 2    | 2   | 1    | 5    |
| 3        | Mông Cổ                | 2    | 0   | 1    | 3    |
| 4        | Ukraine                | 2    | 0   | 0    | 2    |
| 4        | Hoa Kỳ                 | 2    | 0   | 0    | 2    |
| 5        | Áo                     | 1    | 1   | 1    | 3    |
| 5        | Hà Lan                 | 1    | 1   | 1    | 3    |
| 5        | Nam Phi                | 1    | 1   | 1    | 3    |
| 6        | Colombia               | 1    | 1   | 0    | 2    |
| 6        | Malaysia               | 1    | 1   | 0    | 2    |
| 6        | Thụy Sĩ                | 1    | 1   | 0    | 2    |
| 7        | Chile                  | 1    | 0   | 1    | 2    |
| 7        | Croatia                | 1    | 0   | 1    | 2    |
| 7        | Nga                    | 1    | 0   | 1    | 2    |
| 8        | Cộng hòa Tự trị Krym   | 1    | 0   | 0    | 1    |
| 8        | Cộng hòa Séc           | 1    | 0   | 0    | 1    |
| 8        | Guam                   | 1    | 0   | 0    | 1    |
| 8        | Singapore              | 1    | 0   | 0    | 1    |
| 8        | Réunion                | 1    | 0   | 0    | 1    |
| 8        | Uganda                 | 1    | 0   | 0    | 1    |
| 9        | Thái Lan               | 0    | 2   | 1    | 3    |
| 10       | Ghana                  | 0    | 2   | 0    | 2    |
| 10       | Bồ Đào Nha             | 0    | 2   | 0    | 2    |
| 11       | Cộng hòa Dominican     | 0    | 1   | 1    | 2    |
| 11       | Cộng hòa Dân chủ Congo | 0    | 1   | 1    | 2    |
| 11       | Philippines            | 0    | 1   | 1    | 2    |
| 11       | Venezuela              | 0    | 1   | 1    | 2    |
| 12       | Costa Rica             | 0    | 1   | 0    | 1    |
| 12       | Ecuador                | 0    | 1   | 0    | 1    |
| 12       | Đức                    | 0    | 1   | 0    | 1    |
| 12       | New Caledonia          | 0    | 1   | 0    | 1    |
| 12       | Slovenia               | 0    | 1   | 0    | 1    |
| 12       | Tây Ban Nha            | 0    | 1   | 0    | 1    |
| 13       | Aruba                  | 0    | 0   | 1    | 1    |
| 13       | Úc                     | 0    | 0   | 1    | 1    |
| 13       | Bỉ                     | 0    | 0   | 1    | 1    |
| 13       | Brazil                 | 0    | 0   | 1    | 1    |
| 13       | Đan Mạch               | 0    | 0   | 1    | 1    |
| 13       | Ai Cập                 | 0    | 0   | 1    | 1    |
| 13       | Hungary                | 0    | 0   | 1    | 1    |
| 13       | Ireland                | 0    | 0   | 1    | 1    |
| 13       | Hàn Quốc               | 0    | 0   | 1    | 1    |
| 13       | Kosovo                 | 0    | 0   | 1    | 1    |
| 13       | Scotland               | 0    | 0   | 1    | 1    |

### Các phần thi

#### Video sinh thái ấn tượng nhất
| Kết quả     | Thí sinh                                                                          |
| ----------- | --------------------------------------------------------------------------------- |
| Chiến thắng | - Hoa Kỳ – Brittany Ann Payne                                                     |
| Top 4       | - Bỉ – Elizabeth Dwomoh - Pháp – Alyssa Wurtz - Mông Cổ – Bayartsetseg Altangerel |

#### Hoa hậu Ảnh (Bình chọn trực tuyến)
| Kết quả | Thí sinh                            |
| ------- | ----------------------------------- |
| 1       | - Mông Cổ – Bayartsetseg Altangerel |
| 2       | - Venezuela – Andrea Rosales        |
| 3       | - Thái Lan – Chavika Watrsang       |

#### Phần thi áo tắm
| Kết quả | Thí sinh                     |
| ------- | ---------------------------- |
| 1       | - Colombia – Estefania Muñoz |
| 2       | - Guatemala – Sara Guerrero  |
| 3       | - Brazil – Thiessa Sickert   |

#### Hoa hậu Thân thiện
| Kết quả | Thí sinh                                     |
| Nhóm 1  | Nhóm 1                                       |
| ------- | -------------------------------------------- |
| 1       | - Guam – Skye Celine Baker                   |
| 2       | - Cộng hòa Dân chủ Congo – Cristelle Lohembe |
| 3       | - Aruba - Kimberly Wever                     |
| Nhóm 2  |                                              |
| 1       | - Réunion – Jade Soune-Seyne                 |
| 2       | - Tây Ban Nha – Dolores Ortega Martinez      |
| 3       | - Hà Lan – Leena Asarfi                      |
| Nhóm 3  |                                              |
| 1       | - Singapore – Tiara Hadi                     |
| 2       | - Philippines – Angelia Ong                  |
| 3       | - Bỉ – Elizabeth Dwomoh                      |

#### Phần thi trang phục dân tộc
| Kết quả                | Thí sinh                                     |
| Châu Phi               | Châu Phi                                     |
| ---------------------- | -------------------------------------------- |
| 1                      | - Uganda – Sandra Akello                     |
| 2                      | - Ghana – Silvia Commodore                   |
| 3                      | - Cộng hòa Dân chủ Congo – Cristelle Lohembe |
| Châu Mỹ                |                                              |
| 1                      | - Guatemala – Sara Guerrero                  |
| 2                      | - Panama – Carmen Jaramillo                  |
| 3                      | - Venezuela – Andrea Rosales                 |
| Châu Á-Thái Bình Dương |                                              |
| 1                      | - Malaysia – Danielle Wong                   |
| 2                      | - Thái Lan – Chavika Watrsang                |
| 3                      | - Hàn Quốc – Han Ho-jeong                    |
| Đông Âu                |                                              |
| 1                      | - Ukraine – Viktoria Orel                    |
| 2                      | - Slovenia – Laura Škvorc                    |
| 3                      | - Hungary – Dorina Lepp                      |
| Tây Âu                 |                                              |
| 1                      | - Hà Lan – Leena Asarfi                      |
| 2                      | - Áo – Sophie Totzauer                       |
| 3                      | - Ireland – Joelle Curoe                     |

#### Phần thi trang phục Cocktail
| Kết quả | Thí sinh                                |
| Đợt 1   | Đợt 1                                   |
| ------- | --------------------------------------- |
| 1       | - Guatemala – Sara Guerrero             |
| 2       | - Cộng hòa Dominican – Alexandra Parker |
| 3       | - Chile – Natividad Leiva               |
| Đợt 2   |                                         |
| 1       | - Panama – Carmen Jaramillo             |
| 2       | - Ecuador – Ángela Bonilla              |
| 3       | - Mông Cổ – Bayartsetseg Altangerel     |

#### Giải về từ thiện
| Kết quả | Thí sinh                      |
| ------- | ----------------------------- |
| 1       | - Hoa Kỳ – Brittany Ann Payne |
| 2       | - Thụy Sĩ – Corinne Schädler  |
| 3       | - Úc – Dayanna Grageda        |

#### Phần thi thể thao
| Kết quả | Thí sinh                    |
| ------- | --------------------------- |
| 1       | - Panama – Carmen Jaramillo |
| 2       | - Bồ Đào Nha – Berth Elouga |
| 3       | - Nam Phi – Carla Viktor    |

#### Phần thi tài năng
| Kết quả | Thí sinh                    |
| ------- | --------------------------- |
| 1       | - Nam Phi – Carla Viktor    |
| 2       | - Bồ Đào Nha – Berth Elouga |
| 3       | - Guatemala – Sara Guerrero |

#### Phần thi trang phục dạ hội
| Kết quả | Thí sinh                            |
| Nhóm 1  | Nhóm 1                              |
| ------- | ----------------------------------- |
| 1       | - Chile – Natividad Leiva           |
| 2       | - Colombia – Estefania Muñoz        |
| 3       | - Kosovo – Kaltrina Neziri          |
| Nhóm 2  |                                     |
| 1       | - Mông Cổ – Bayartsetseg Altangerel |
| 2       | - New Caledonia – Julia Roquigny    |
| 3       | - Nga – Maria Chudakov              |
| Nhóm 3  |                                     |
| 1       | - Panama – Carmen Jaramillo         |
| 2       | - Thái Lan – Chavika Watrsang       |
| 3       | - Philippines – Angelia Ong         |

#### Trồng cây xanh
| Kết quả | Thí sinh                       |
| ------- | ------------------------------ |
| 1       | - Croatia – Ana Marija Jurišić |
| 2       | - Ghana – Silvia Commodore     |
| 3       | - Áo – Sophie Totzauer         |

#### Darling of the Press
| Kết quả | Thí sinh                    |
| ------- | --------------------------- |
| 1       | - Áo – Sophie Totzauer      |
| 2       | - Đức – Melanie Sofia Bauer |
| 3       | - Scotland – Amy Meisak     |

#### Snowman Building Competition
| Kết quả                          | Thí sinh                              |
| -------------------------------- | ------------------------------------- |
| 1                                |                                       |
| Cộng hòa Séc – Karolína Mališová |                                       |
| Nga – Maria Chudakova            |                                       |
| Thụy Sĩ – Corinne Schädler       |                                       |
| Ukraine – Viktoria Orel          |                                       |
| 2                                | Costa Rica – Andrea Rojas             |
| 2                                | Malaysia – Danielle Wong              |
| 2                                | Hà Lan – Leena Asarfi                 |
| 2                                | Nam Phi – Carla Viktor                |
| 3                                | Croatia – Ana Marija Jurišić          |
| 3                                | Đan Mạch – Turið Elinborgardóttir     |
| 3                                | Cộng hòa Dominican – Alexandra Parker |
| 3                                | Ai Cập – Imaj Ahmed Hassan            |

#### Giải thưởng đặc biệt
| Kết quả                                     | Thí sinh                    |
| ------------------------------------------- | --------------------------- |
| Nhiều năng lượng nhất (trong lúc trồng cây) | Fiji – Shyla Angela Prasad  |
| Nhiều năng lượng nhất (trong lúc trồng cây) | Guatemala – Sara Guerrero   |
| Nhiều năng lượng nhất (trong lúc trồng cây) | Hoa Kỳ – Brittany Ann Payne |

### Thứ tự công bố
| 1. Hungary 2. Hoa Kỳ 3. Ukraine 4. Úc 5. Cộng hòa Séc 6. Brazil 7. Mông Cổ 8. Philippines 9. Mauritius 10. Scotland 11. Áo 12. Chile 13. Colombia 14. Venezuela 15. Pháp 16. Guam | 1. Hoa Kỳ 2. Úc 3. Brazil 4. Philippines 5. Áo 6. Chile 7. Colombia 8. Venezuela |

## Phần ứng xử hay nhất
Câu hỏi trong phần thi ứng xử của Hoa hậu Trái Đất 2015: "Khẩu hiệu của cuộc thi Hoa hậu Trái Đất trong 15 năm qua là 'Beauty for a Cause - Sắc đẹp vì một mục tiêu'. Nếu bạn được yêu cầu đề xuất một khẩu hiệu mới trong 15 năm tới, nó sẽ là gì?"
Câu trả lời của Hoa hậu Trái Đất 2015: "Nếu tôi phải đưa ra khẩu hiệu cho cuộc thi Hoa hậu Trái Đất trong 15 năm tới, thì tôi sẽ chọn 'We will, because we can - Chúng tôi sẽ làm, bởi vì chúng tôi có thể'. Tôi muốn mọi người biết rằng tất cả mọi thứ đều có thể và khả thi nếu chúng ta làm việc cùng nhau. Chúng tôi sẽ làm, bởi vì chúng tôi có thể". - Angelia Ong, đại diện của Philippines.

## Dẫn chương trình
- Oli Pettigrew
- Joey Mead King
- Katia Wagner (Á hậu 1 Hoa hậu Trái Đất 2013)

## Nhạc nền
- Phần mở đầu: "Flawless" (Remix) bởi Beyoncé
- Công bố Top 16: "Confident" (Nhạc cụ) bởi Demi Lovato
- Phần thi áo tắm: "Sparks" (The Golden Pony Remix) bởi Hilary Duff
- Phần thi trang phục dạ hội: "Lean On" (Violin cover) bởi Major Lazer và DJ Snake ft. MØ
- Công bố Top 8: "Masterpiece" (Nhạc cụ) bởi Jessie J

## Ban giám khảo
| Số thứ tự | Giám khảo          | Nghề nghiệp, chức vụ |
| --------- | ------------------ | --- |
| 1         | Dick Gomer         | Cựu giám đốc quốc gia của Tổ chức Phát triển Công nghiệp Liên Hợp Quốc (UNIDO), đồng sở hữu của Global Water Engineering |
| 2         | Yasmin Hirth       | Trưởng phòng truyền thông và tiếp thị của Fashion TV                                                                     |
| 3         | Norbert Echa       | Nhà sản xuất phim và đạo diễn phim quốc tế                                                                               |
| 4         | Eva Krsak          | Nhà thiết kế 'Just Eve'                                                                                                  |
| 5         | Lorraine Schuck    | Phó Chủ tịch Tập đoàn Carousel Productions                                                                               |
| 6         | Catharina Svensson | Hoa hậu Trái Đất 2001 đến từ Đan Mạch                                                                                    |
| 7         | Markus Hussler     | Tổng Giám đốc của Khách sạn Hilton & Khu nghỉ dưỡng ở Philippines                                                        |
| 8         | Nadia Ondrusikova  | Nhà sản xuất truyền hình người Áo                                                                                        |
| 9         | Diana Alano Oyugi  | Chủ tịch của Hiệp hội phụ nữ Liên Hợp Quốc ở Áo                                                                          |

## Các thí sinh
86 thí sinh tham dự cuộc thi:
| Quốc gia/Lãnh thổ      | Thí sinh                     | Tuổi | Quê hương           |
| ---------------------- | ---------------------------- | ---- | ------------------- |
| Argentina              | Julieta Fernandez            | 26   | Tucumán             |
| Armenia                | Lilit Martirosyan            | 26   | Yerevan             |
| Aruba                  | Kimberly Wever               | 21   | San Nicolaas        |
| Úc                     | Dayanna Grageda              | 25   | Sydney              |
| Áo                     | Sophie Totzauer              | 23   | Viên                |
| Bahamas                | Daronique Young              | 25   | Nassau              |
| Bỉ                     | Elizabeth Dwomoh             | 19   | Brussels            |
| Belize                 | Christine Syme               | 19   | San Pedro Town      |
| Bolivia                | Vinka Nemer                  | 24   | La Paz              |
| Bosna và Hercegovina   | Adna Obradović               | 23   | Čapljina            |
| Brazil                 | Thiessa Sickert              | 22   | Uberaba             |
| Canada                 | Tatiana Maranhão             | 19   | Leamington          |
| Chile                  | Natividad Leiva              | 22   | Santiago            |
| Trung Quốc             | Serena Pan                   | 23   | Thượng Hải          |
| Colombia               | Estefania Muñoz              | 22   | Medellín            |
| Cộng hòa Dân chủ Congo | Cristelle Lohembe            | 25   | Kinshasa            |
| Costa Rica             | Andrea Rojas                 | 23   | Palmares            |
| Cộng hòa Tự trị Krym   | Daria Zeleneva               | 20   | Simferopol          |
| Croatia                | Ana Marija Jurišić           | 23   | Kiseljak            |
| Síp                    | Marcella Marina Constantinou | 22   | Nicosia             |
| Cộng hòa Séc           | Karolína Mališová            | 18   | Otice               |
| Đan Mạch               | Turið Elinborgardóttir       | 20   | Tórshavn            |
| Cộng hòa Dominican     | Alexandra Parker             | 20   | Guayacanes          |
| Ecuador                | Ángela Bonilla               | 22   | Ibarra              |
| Ai Cập                 | Imaj Ahmed Hassan            | 22   | Cairo               |
| El Salvador            | Pamela Valdivieso            | 26   | San Salvador        |
| Anh                    | Katrina Kendall              | 25   | London              |
| Fiji                   | Shyla Angela Prasad          | 20   | Suva                |
| Pháp                   | Alyssa Wurtz                 | 25   | Drusenheim          |
| Đức                    | Melanie Sofia Bauer          | 21   | Halle               |
| Ghana                  | Silvia Commodore             | 22   | Accra               |
| Guadeloupe             | Anais Localmontie            | 21   | Basse-Terre         |
| Guam                   | Skye Celine Baker            | 18   | Barrigada           |
| Guatemala              | Sara Guerrero                | 19   | Thành phố Guatemala |
| Honduras               | Nadia Morales                | 18   | Colón               |
| Hungary                | Dorina Lepp                  | 21   | Budapest            |
| Ấn Độ                  | Aaital Khosla                | 20   | Chandigarh          |
| Indonesia              | Belinda Pritasari            | 21   | Jakarta             |
| Ireland                | Joelle Curoe                 | 21   | Dublin              |
| Israel                 | Shams Touraani               | 19   | Tel Aviv            |
| Ý                      | Aurora Pianegonda            | 18   | Zanè                |
| Nhật Bản               | Ayano Yamada                 | 24   | Gunma Prefecture    |
| Kenya                  | Linda Gatere                 | 23   | Nairobi             |
| Hàn Quốc               | Han Ho-jeong                 | 24   | Seoul               |
| Kosovo                 | Kaltrina Neziri              | 20   | Pristina            |
| Liban                  | Joudy Hennawi                | 19   | Beirut              |
| Malaysia               | Danielle Wong                | 22   | Melaka              |
| Malta                  | Alexia Fenech                | 25   | Sliema              |
| Mauritius              | Katia Moochooram             | 25   | Port Louis          |
| Mexico                 | Gladys Flores                | 22   | Puebla              |
| Mông Cổ                | Bayartsetseg Altangerel      | 24   | Ulaanbaatar         |
| Myanmar                | Eaint Myat Chal              | 22   | Chaungzon           |
| Nepal                  | Dibyata Vaidya               | 23   | Kathmandu           |
| Hà Lan                 | Leena Asarfi                 | 24   | Amsterdam           |
| New Caledonia          | Julia Roquigny               | 22   | Nouméa              |
| New Zealand            | Anna-Lisa Christiane         | 19   | Auckland            |
| Bắc Ireland            | Dearbhlá Walsh               | 21   | Derry               |
| Na Uy                  | Britt Roselyn Rekkedal       | 23   | Fosnavåg            |
| Panama                 | Carmen Jaramillo             | 20   | La Chorrera         |
| Paraguay               | Andrea Melgarejo             | 21   | Asunción            |
| Peru                   | Zully Barrantes              | 20   | Pucallpa            |
| Philippines            | Angelia Ong                  | 25   | Manila              |
| Ba Lan                 | Magdalena Ho                 | 20   | Warsaw              |
| Bồ Đào Nha             | Berth Elouga                 | 21   | Lisboa              |
| Réunion                | Jade Soune-Seyne             | 25   | Saint-André         |
| Romania                | Anca Neculaiasa-Pavel        | 20   | Buzau               |
| Nga                    | Maria Chudakova              | 21   | Murmansk            |
| Scotland               | Amy Meisak                   | 21   | Hamilton            |
| Singapore              | Tiara Hadi                   | 21   | Singapore           |
| Slovakia               | Anita Polgáriová             | 22   | Rožňava             |
| Slovenia               | Laura Škvorc                 | 21   | Zreče               |
| Nam Phi                | Carla Viktor                 | 25   | Hartbeespoort       |
| Tây Ban Nha            | Dolores Ortega Martinez      | 18   | Canary Island       |
| Sri Lanka              | Visna Fernando               | 24   | Negombo             |
| Suriname               | Giselle Reinbergs            | 18   | Paramaribo          |
| Thụy Điển              | Maria Taipaleenmäki          | 19   | Halmstad            |
| Thụy Sĩ                | Corinne Schädler             | 22   | St. Gallen          |
| Thái Lan               | Chavika Watrsang             | 19   | Phuket              |
| Trinidad và Tobago     | Danielle Dolabaille          | 21   | Port of Spain       |
| Thổ Nhĩ Kỳ             | Şevval Ayvaz                 | 20   | Trabzon             |
| Uganda                 | Sandra Akello                | 19   | Kampala             |
| Ukraine                | Viktoria Orel                | 24   | Sumy                |
| Uruguay                | María Belén Cabrera          | 20   | Paysandú            |
| Hoa Kỳ                 | Brittany Payne               | 23   | Tehachapi           |
| Venezuela              | Andrea Rosales               | 24   | Maracay             |
| Wales                  | Lara Stephen                 | 22   | Powys               |

## Thông tin về các cuộc thi quốc gia

### Tham gia lần đầu
- Armenia
- New Caledonia

### Sự trở lại
- Tham gia lần cuối vào năm 2003:
  -  Síp
- Tham gia lần cuối vào năm 2008:
  -  Cộng hòa Dân chủ Congo
  -  Suriname
  -  Uganda
- Tham gia lần cuối vào năm 2011:
  -  Aruba
  -  Ireland
- Tham gia lần cuối vào năm 2012:
  -  Argentina
  -  Honduras
  -  Malta
  -  Uruguay
- Tham gia lần cuối vào năm 2013:
  -  Bahamas
  -  Costa Rica
  -  Cộng hòa Tự trị Krym
  -  Pháp
  -  Guadeloupe
  -  Kosovo
  -  Na Uy
  -  Trinidad và Tobago
  -  Thổ Nhĩ Kỳ
  -  Wales

### Bỏ cuộc
- Botswana
- Đài Bắc Trung Hoa
- Curaçao
- Gabon
- Guyana
- Haiti
- Kazakhstan
- Madagascar
- Namibia
- Nigeria
- Pakistan
- Puerto Rico
- Samoa
- Saint Lucia
- Tahiti
- Tanzania
- Tonga
- Quần đảo Virgin (Mỹ)
- Zambia
- Zimbabwe

### Không tham gia
- Latvia – Malvīne Stučka
- Rwanda – Erica Urwibutso
- Nam Sudan – Agot Deng Jogaak không tham gia do không thể nhập cảnh vào Áo.

### Chỉ định
- Armenia – Lilit Martirosyan được chỉ định là Hoa hậu Trái Đất Armenia đầu tiên. Cô là Siêu mẫu Thế giới Armenia 2015.
- Áo – Sophie Totzauer được chỉ định là Hoa hậu Trái Đất Áo 2015 bởi giám đốc quốc gia của Hoa hậu Trái Đất Áo, Sina Schmid.
- Brazil – Thiessa Sickert được chỉ định là Hoa hậu Trái Đất Brazil 2015 bởi Tổ chức Hoa hậu Trái Đất Brazil. Cô là Á hậu 2 Hoa hậu Hoàn vũ Brazil 2012.
- Colombia – Estefania Muñoz được chỉ định là Hoa hậu Trái Đất Colombia 2015 bởi Tổ chức Hoa hậu Trái Đất Colombia. Phiên bản tiếp theo của Hoa hậu Trái Đất Colombia sẽ được tổ chức vào năm 2016.
- Cộng hòa Tự trị Krym – Daria Zeleneva được chỉ định là Hoa hậu Trái Đất Cộng hòa Tự trị Krym 2015. Cô được chỉ định vì không có cuộc thi nào được tổ chức và có khả năng được tổ chức vào năm sau do những xung đột gần đây ở quốc gia này.
- Croatia – Ana Marija Jurišić được chỉ định là Hoa hậu Trái Đất Croatia 2015 bở giám đốc quốc gia của Hoa hậu Trái Đất Croatia. Jurišić đã tham gia và chiến thắng "No.1 Model of the World 2015" được tổ chức ở Serbia, nơi cô đại diện cho Bosna và Hercegovina.
- Síp – Marcella Marina Constantinou được chỉ định là Hoa hậu Trái Đất Síp 2015. Cô giành chiến thắng tại cuộc thi Star Cyprus 2014.
- Ecuador – Ángela Bonilla được chỉ định là Hoa hậu Trái Đất Ecuador 2015 bởi giám đốc quốc gia, José Hidalgo León. Cuộc thi tìm ra người đại diện đã bị hoãn và sẽ được tổ chức năm sau. Bonilla tham gia Hoa hậu Ecuador 2015 và Hoa hậu Thế giới Ecuador 2013 nhưng không có giải.
- Ai Cập – Imaj Ahmed Hassan được chỉ định là đại diện cho Ai Cập bởi Youssef Spahi, giám đốc quốc gia khi cuộc thi Hoa hậu Ai Cập đã bị hoãn cho đến mùa xuân năm sau. Hassan lọt Top 10 Hoa hậu Ai Cập 2014.
- Fiji – Shyla Angela Prasad được chỉ định là đại diện cho Fiji. Cô lọt Bán Kết Hoa hậu Thế giới Úc.
- Pháp – Alyssa Wurt được chỉ định là Hoa hậu Trái Đất Pháp 2015 bởi Tổ chức Hoa hậu Pháp. Cô là Á hậu 4 của cuộc thi Hoa hậu Pháp 2015.
- Đức – Melanie Sofia Bauer được chỉ định là đại diện cho Đức bởi Sina Schmid, giám đốc quốc gia Hoa hậu Trái Đất Đức. Cô tham gia Hoa hậu Trái Đất Áo 2015.
- Guatemala – Sara Guerrero được chỉ định là đại diện cho Guatemala bởi Miss Guatemala Latina. Cô là Hoa hậu Quốc tế Guatemala 2013.
- Ireland – Joelle Curoe được chỉ định là Hoa hậu Trái Đất Ireland 2015 bởi giám đốc quốc gia. Cô tham gia Hoa hậu Trái Đất Bắc Ireland 2015 và đoạt danh hiệu Hoa hậu Lửa.
- Israel –  Shams Touraani được chỉ định là đại diện cho Israel bởi giám đốc Hoa hậu Trái Đất Israel, Lilac Magazine.
- Ý – Aurora Pianegonda được chỉ định bởi giám đốc quốc gia là Hoa hậu Trái Đất Ý 2015. Aurora là Hoa hậu Lady Veneto 2015.
- Kosovo – Kaltrina Neziri được chỉ định là đại diện cho Kosovo bởi Agnesa Vuthaj, giám đốc quốc gia Hoa hậu Trái Đất Kosovo. Neziri là Hoa hậu Trái Đất Kosovo 2014 và nhẽ ra sẽ tham dự Hoa hậu Trái Đất 2014 nhưng không được vì cô không thể nhập cảnh vào Philippines.
- Mông Cổ – Bayartsetseg Altangerel được chỉ định là Hoa hậu Trái Đất Mông Cổ 2015 bởi giám đốc quốc gia, Hiệp hội Hoa hậu Du lịch Mông Cổ. Bayartsetseg tham gia Hoa hậu Quốc tế 2014. Năm nay, cô tham gia Hoa hậu Trái Đất Mông Cổ 2015 và đoạt Á hậu 1.
- Hà Lan – Leena Asarfi được chỉ định là Hoa hậu Trái Đất Hà Lan 2015 bởi Tổ chức sắc đẹp.
- Panama – Carmen Jaramillo được chọn đại diện bởi giám đốc quốc gia, Cesar Añel. Hoa hậu Trái Đất Panama sẽ được tổ chức lần đầu tiên vào năm sau. Cô cũng là hoa hậu Reina Hispanoamericana Panama 2015.
- Ba Lan – Magdalena Ho được chọn là Hoa hậu Trái Đất Ba Lan 2015 bởi giám đốc quốc gia mới, Serafina Ogończyk-Mąkowska. Magdalena giành chiến thắng tại Miss Egzotica 2014.
- Romania – Anca Neculaiasa-Pavel được chọn là Hoa hậu Trái Đất Romania 2015. Cô là Hoa hậu Quốc tế Romania 2015
- Trinidad và Tobago – Danielle Dolabaille được chỉ định là đại diện cho Trinidad và Tobago.
- Thổ Nhĩ Kỳ – Şevval Ayvaz được chọn là đại diện cho Thổ Nhĩ Kỳ bởi giám đốc quốc gia. Trong đêm chung kết, Sevval được tuyên bố là Hoa hậu Quốc tế Thổ Nhĩ Kỳ 2015 nhưng thực ra cô chỉ lọt vào Bán kết.
- Thái Lan – Chavika Watrsang được chỉ định tham gia bởi Tổ chức Hoa hậu Hoàn vũ Thái Lan sau khi Tổ chức này lấy lại bản quyền cuộc thi từ Tổ chức Hoa hậu Hòa bình Thái Lan. Cô là Á hậu 1 của cuộc thi Hoa hậu Hoàn vũ Thái Lan 2015.

### Thay thế
- Bolivia – Vinka Nemer Drpic, Á hậu 1 Hoa hậu Thế giới Bolivia 2015, trở thành Hoa hậu Trái Đất Bolivia 2015 sau khi Jazmin Duran rút lui vì gặp vấn đề về sức khỏe.
- Cộng hòa Dân chủ Congo – Cristelle Lohembe được thay thế bởi Jessica Bossekota không rõ lý do.
- El Salvador – Claudia Martínez được thay thế bởi Pamela Valdivieso không rõ lý do. Pamela Valdivieso là Hoa hậu Trái Đất El Salvador 2015 và có thể sẽ tham gia Hoa hậu Trái Đất 2016.
- Na Uy – Britt Roselyn Rekkedal thay thế Dina Nielsen không rõ lý do.
- Paraguay – Andrea Melgarejo thay thế đại diện ban đầu là Myriam Arévalos vì Myriam được chỉ định tham dự Hoa hậu Hoàn vũ 2015 sau khi Hoa hậu Hoàn vũ Paraguay 2015 Laura Garcete bị tước vương miện vì có tin đồn rằng cô đã mang thai.
- Tây Ban Nha – Andrea Panocchia được thay thế bởi Dolores Ortega Martinez không rõ lý do. Martinez là Á hậu 1 Hoa hậu Trái Đất Tây Ban Nha 2015.
- Uganda – Sandra Akello thay thế Pearl Asasira không rõ lý do. Sandra là Á hậu 1 Hoa hậu Trái Đất Uganda 2015.

### Tham gia nhiều cuộc thi
Các thí sinh tham gia các cuộc thi khác:
| Hoa hậu Hoàn vũ - 2017: Chile – Natividad Leiva - 2020: Panama – Carmen Jaramillo Hoa hậu Thế giới - 2016: Mông Cổ – Bayartsetseg Altangerel (Top 11) Hoa hậu Quốc tế - 2016: Bahamas – Daronique Young - 2013: Costa Rica – Andrea Rojas - 2013: Guatemala – Sara Guerrero - 2014: Romania – Anca Francesca Neculaiasa-Pavel Hoa hậu Liên lục địa - 2013: Bồ Đào Nha – Berth Elouga - 2022: Colombia – Estefanía Muñoz (Top 20) Hoa hậu Toàn cầu Quốc tế - 2014: Suriname – Giselle Reinbergs (Bán kết, Miss Cosmopolitan) Hoa hậu Toàn cầu - 2014: Armenia – Lilit Martirosyan Hoa hậu Hòa bình Quốc tế - 2015: Honduras – Nadia Morales - 2017: Scotland – Amy Meisak Reina Hispanoamericana - 2015 – Panama – Carmen Jaramillo (Top 9) | Hoa hậu Du lịch Quốc tế - 2014: Costa Rica – Andrea Rojas Hoa hậu Du lịch Thế giới - 2012: Hà Lan – Leena Asarfi Hoa hậu châu Mỹ-La tinh - 2010: Úc – Dayanna Grageda - 2015: Honduras – Nadia Morales Siêu mẫu Quốc tế - 2015: Malaysia – Danielle Wong (Top 15) Top Model of the World - 2015: Armenia – Lilit Martirosyan Reinado Internacional del Café - 2014: Colombia – Estefania Muñoz (Á hậu 1) Reina Mundial de la Piña - 2015: Peru – Zully Barrantes (Chiến thắng) |

## Những bê bối của cuộc thi
- Hoa hậu Đài Loan Ting Wen-yin lên tiếng rằng cô bị loại khỏi cuộc thi vì từ chối đeo dải băng ghi dòng chữ Chinese Taipei (Đài Bắc Trung Hoa) thay vì dải băng ghi Đài Loan (Taiwan). Cô bức xúc: "Tôi đã giải thích với họ 30 nghìn lần rằng Đài Loan là Đài Loan. Tôi sinh ra ở Đài Loan và tôi sẽ đại diện cho nơi đây. Nhưng những gì họ nói với tôi là: 'Hãy đổi dải băng của bạn hoặc rời khỏi cuộc thi'. Các nhiếp ảnh gia không được phép chụp hình tôi. Người đẹp này còn tố cáo Ban tổ chức không chuẩn bị đủ đồ ăn trưa cho các thí sinh, bữa tối chỉ có vài miếng bánh mì, mỳ pasta không mấy ngon miệng với nước xốt cà chua. Đặc biệt hơn, cô còn lên tiếng: "Trong 3 tối gần nhất, chúng tôi phải di chuyển từ hộp đêm này tới hộp đêm khác, ăn mặc đẹp để nói chuyện và nhảy với đàn ông".
- Hoa hậu Trái Đất Ấn Độ Aaital Khosla đã bị nhiều chỉ trích sau khi video sinh thái của cô chiếu một phần của phong cảnh Nepal là một trong những cảnh đẹp của Ấn Độ. Đoạn video giới thiệu những ngọn đồi và dãy núi bao gồm đỉnh Everest và cảnh giao thông của các thành phố Nepal. Nó cũng chỉ ra rằng tổ chức Hoa hậu Trái Đất Ấn Độ đã sơ suất trong việc kiểm tra, đạo văn các video clip, hoàn thành video sinh thái vội vàng mà không chịu bất kỳ trách nhiệm nào trước đó. Trước nhiều chỉ trích, Tổ chức Hoa hậu Trái Đất Ấn Độ thuộc sở hữu của Glamanand Super Model India, cùng với Aaital Khosla sau đó đã xin lỗi công dân Nepal và thế giới.

## Âm nhạc
- Mở đầu : " Flawless " (Remix) của Beyoncé
- Top 16 Thông báo : " Confident " (Nhạc cụ) của Demi Lovato
- Cuộc thi áo tắm : " Sparks " (Bản phối lại của The Golden Pony) của Hilary Duff
- Phần thi trang phục dạ hội : " Lean On " (bài hát cover dành cho đàn violin) của Major Lazer và DJ Snake ft. MØ
- Top 8 Thông báo : " Masterpiece " (Nhạc cụ) của Jessie J